# Nishinomiya

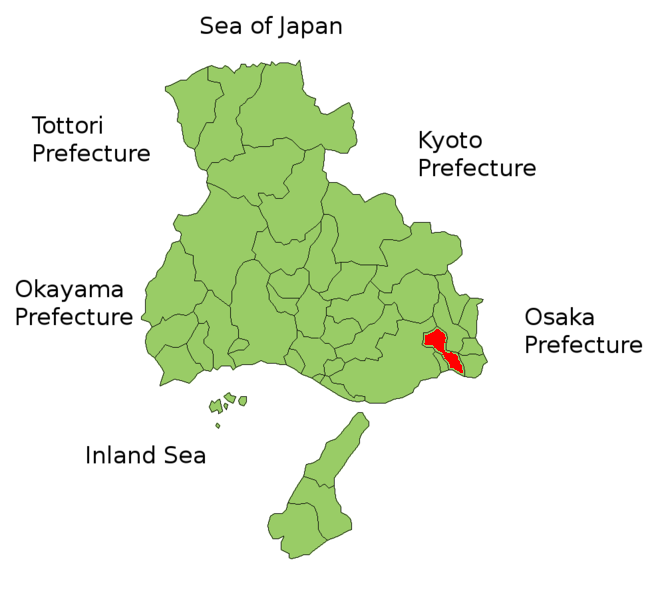

Nishinomiya (西宮市, Nishinomiya-shi) est une ville de la préfecture de Hyōgo au Japon.

## Géographie

### Situation
Nishinomiya est située au sud-est de la préfecture de Hyōgo. Elle est bordée par la mer intérieure de Seto au sud et le fleuve Muko à l'est. Les monts Rokkō se trouvent au nord de la ville, dont le mont Kabuto.

### Démographie
Au 1er avril 2023, la population de la ville de Nishinomiya était de 483 559 habitants, répartis sur une superficie de 99,96 km2, soit la troisième plus grande ville de la préfecture après Kobe et Himeji.

## Histoire
La ville moderne de Nishinomiya est officiellement fondée en avril 1925. Elle est désignée ville noyau en avril 2008.

## Économie
Les activités économiques de la ville sont principalement tournées vers le commerce de denrées alimentaires. La plus grande région productrice de saké du Japon est notamment située à Kobe (à Nada-ku et Higashinada-ku) et Nishinomiya. Elle est surnommée Nada-Gogō (en) (« les cinq de Nada »), car elle est divisée en cinq zones, dont Nishinomiya-gō et Imazu-gō à Nishinomiya.

## Culture locale et patrimoine

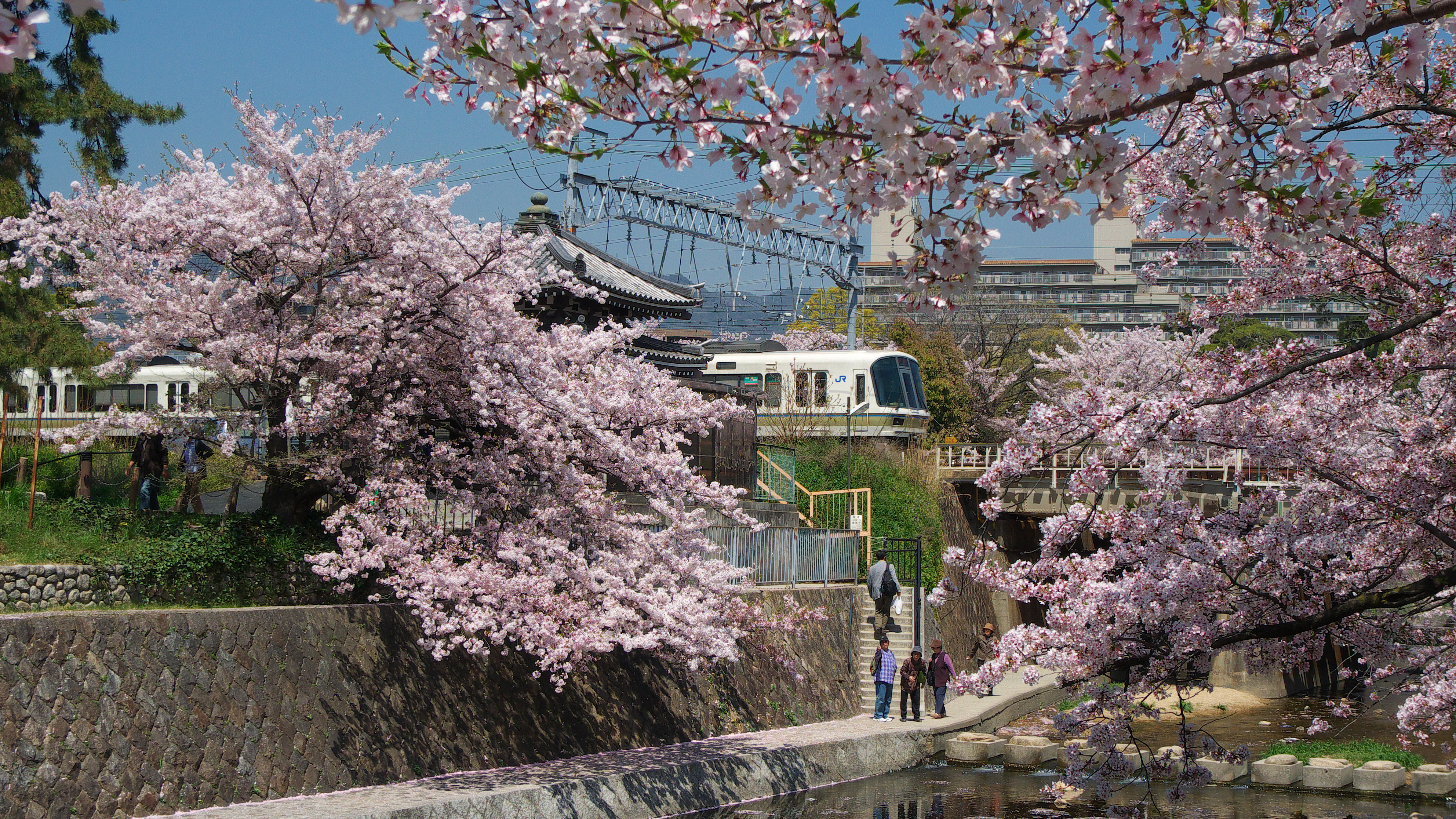
Le parc Shukugawa au printemps.

### Édifices religieux

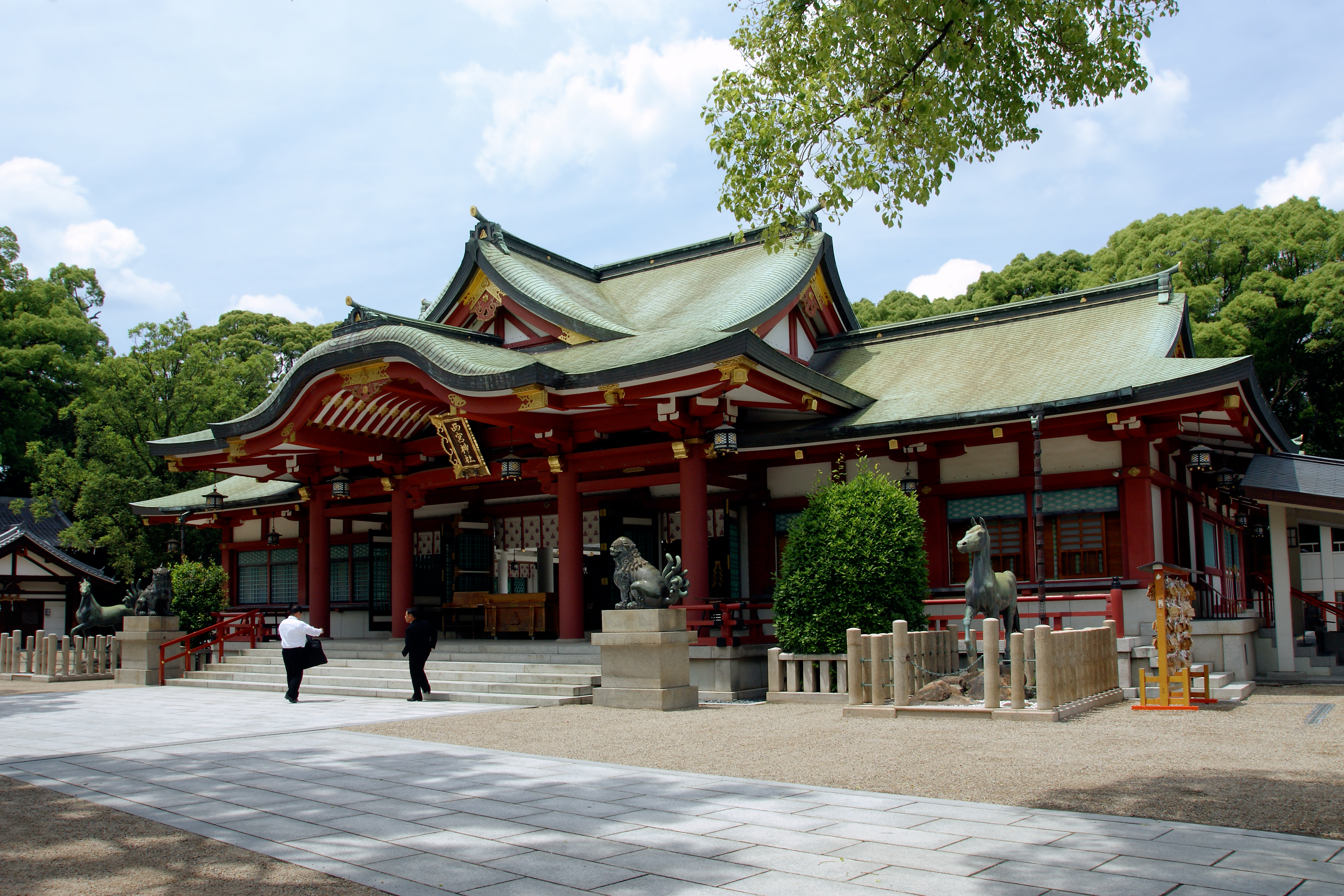
Nishinomiya-jinja.

- Hirota-jinja
- Kannō-ji
- Koshikiiwa-jinja
- Nishinomiya-jinja

## Éducation
- Université Kwansei gakuin

## Sports

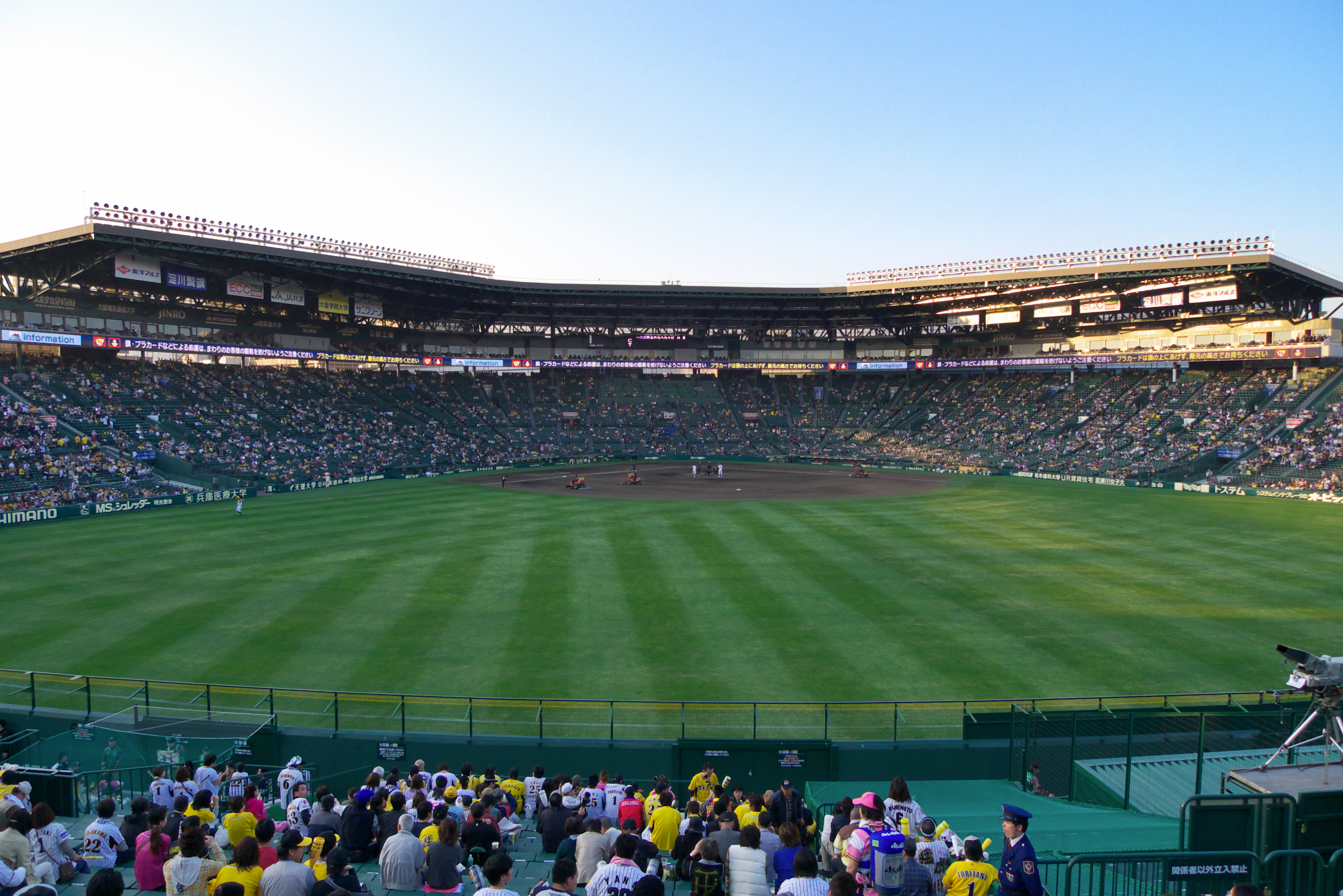
Koshien Stadium.

Le Koshien Stadium, stade de baseball construit en 1924, abrite chaque année le championnat de baseball inter-lycées.

## Transports
Nishinomiya est desservie par plusieurs lignes ferroviaires :
- lignes Kobe et Takarazuka de la JR West,
- lignes Kobe, Imazu et Koyo de la compagnie Hankyu,
- ligne principale Hanshin et ligne Mukogawa de la compagnie Hanshin.

La ville possède un port.

## Jumelages
La ville de Nishinomiya est jumelée avec les villes suivantes :
- Spokane (Washington) (États-Unis)
- Londrina (Brésil)
- Amami (Japon)
- Shaoxing (Chine)
- Yusuhara (Japon)
- Agen (France) depuis avril 1992[5]

## Personnalités liées à la ville
- Waichi Tsutaka (1911-1995), peintre japonais
- Tamotsu Yatō (1928-1973), photographe
- Haruko Wakita (1934-2016), historienne
- Suzue Miuchi (née en 1951), mangaka
- Inuhiko Yomota (né en 1953), auteur
- Eizo Sakamoto (né en 1964), chanteur
- Hōsei Yamasaki (né en 1968), comédien
- Norika Fujiwara (née en 1971), actrice
- Nagaru Tanigawa (né en 1970), auteur
- Kaoru (né en 1974), musicien
- Hisako Kawamura (né en 1981), pianiste classique
- Ryoff Karma (née en 1983), rappeur
- Akira Tozawa (né en 1985), catcheur
- Aimyon (née en 1995), chanteuse et parolière
- Mana Ashida (née en 2004), actrice